# 青森県立八戸高等学校
青森県立八戸高等学校（あおもりけんりつ はちのへこうとうがっこう、英: Aomori Prefectural Hachinohe High School）は、青森県八戸市長者に所在する公立高等学校。
略称は八高（はちこう）。

## 概要
歴史
1889年、青森にあった青森県尋常中学校が弘前の士族の誘致活動の末に移転したのを機に、県南三戸地区の代議士有志が誘致活動を展開し、1893年に「青森県尋常中学校八戸分校」として創立。以後、数回の改称を経て現在に至る。2023年に創立130周年を迎えた。
課程・学科
全日制課程・普通科
校風
文武両道・質実剛健・自主自立
綱領（校訓）
- 須ク自重スベシ（すべからくじちょうすべし）
- 唯本分ニ向ツテ猛進セヨ（ただほんぶんにむかってもうしんせよ）
- 師ヲ敬シ友ヲ愛セヨ（しをけいしともをあいせよ）

校章
「高」の文字。
新制高等学校歌
作詞は北村小松、作曲は堀内敬三による。歌詞は4番まであり、最後に校名の「八高」が登場する。旧制中学校歌とは歌詞や曲調が異なるものの歌詞における相互交換が可能である。
進路
卒業生は、ほとんどが四年制大学をはじめとする上級学校へ進学する。2007年、春の大学入試においては東北大現役合格者64人の実績を上げ、現役合格力ランキング全国第11位となった。
他校との連携
下記に属し、大学入試のデータやノウハウを共有し合っている。
- 「北東北五校進学連絡協議会」- 青森県3校（弘前・八戸・青森）・岩手県1校（盛岡第一）・秋田県1校（秋田）
- 「東北六校会」- 青森県（八戸）・岩手県（盛岡第一）・秋田県（秋田）・山形県（山形東）・宮城県（仙台第二）・福島県（福島）

## 沿革
- 1893年（明治26年）
  - 7月4日 - 八戸町大字八幡町（内丸八戸市庁）に「青森県尋常中学校八戸分校」が創立。
  - 8月15日 - 校舎を落成。
  - 9月29日 - 開校式を挙行。
- 1894年（明治27年）2月29日 - 分校の修業年限を3年と規定。
- 1895年（明治28年）4月1日 - 青森県尋常中学校から分離し、「青森県第二尋常中学校」として独立。青森県尋常中学校は青森県第一尋常中学校に改称。
  - この時の入学生から修業年限を5年（現在の中1 - 高2）とする。
- 1896年（明治29年）
  - 6月5日 - 火災により、生徒控所と雨天体操場の一部以外の全てを焼失。
  - 12月 - 校舎の一部を復旧。
- 1899年（明治32年）
  - 4月1日 - 中学校令の改正により、「青森県第二中学校」に改称。
  - 4月5日 - 定員を360名に変更。
- 1901年（明治34年）6月1日 - 「青森県立第二中学校」に改称。
- 1906年（明治39年）9月9日 - 校舎が2度目の火災により、理科室1棟を除く全てを焼失。
- 1907年（明治40年）3月1日 - 八戸市大字糠塚に新校舎を建設開始。
- 1908年（明治41年）3月 - 新校舎を落成。
- 1909年（明治42年）4月1日 - 「青森県立八戸中学校」に改称。
- 1923年（大正12年）7月30日 - 柔道場を落成。
- 1926年（大正15年）8月 - 第12回全国中等学校優勝野球大会（夏の甲子園大会の前身）に初出場。
- 1940年（昭和15年）12月20日 - 寄宿舎の北半分を教室に改造。
- 1942年（昭和17年）2月28日 - 講堂を拡張。
- 1943年（昭和18年）
  - 4月1日 - 中等学校令の施行により、新入生の修業年限を4年に変更。
  - 7月20日 - 寄宿舎の全てを教室に改造。
- 1944年（昭和19年）- 勤労動員が開始。
- 1945年（昭和20年）
  - 3月 - 教育ニ関スル戦時非常措置方策により、修業年限4年施行の前倒しが行われ、4年生と5年生の合同卒業式を挙行[注 1]。
  - 4月 - 学校での授業が停止される。ただし勤労動員は継続される。
  - 9月 - 授業を再開。
- 1946年（昭和21年）4月 - 修業年限を5年に変更（ただし4年修了時点で卒業することもできた）。
- 1947年（昭和22年）4月1日 - 学制改革（六・三制の実施）が行われる。
  - 旧制中学校の募集を停止。
  - 新制中学校を併設し（以下・併設中学校）、旧制中学校1・2年修了者を新制中学2・3年生として収容。
  - 併設中学校は経過措置としてあくまで暫定的に設置されたため、新たに生徒募集は行われず、在校生が2・3年生のみの中学校であった。
  - 旧制中学校3・4年修了者はそのまま在籍し、4・5年生となった（4年修了時点で卒業することも可能であった）。
- 1948年（昭和23年）4月1日 - 学制改革（六・三・三制の実施）により、旧制中学校は廃止され、新制高等学校「青森県立八戸高等学校」（男子校）が発足。
  - 通常制普通課程を設置。修業年限を3年とする。
  - 旧制中学校卒業者（5年修了者）を新制高校3年生、旧制中学校4年修了者を新制高校2年生、併設中学校卒業者（3年修了者）を新制高校1年生として収容。
  - 併設中学校を継承し（名称:青森県立八戸高等学校併設中学校）、在校生が1946年（昭和21年）に旧制中学校へ最後に入学した3年生のみとなる。
- 1949年（昭和24年）3月31日 - 併設中学校を廃止。
- 1950年（昭和25年）4月1日 - 男女共学化。
- 1953年（昭和28年）
  - 6月20日 - 女子体育館を落成。
  - 校旗を制定。
- 1954年（昭和29年）
  - 1月10日 - 理科校舎1棟（物理化学）を落成。
  - 12月9日 - 理科校舎1棟（生物化学）と普通教室6教室を落成。
- 1956年（昭和31年）
  - 3月 - 硬式野球部が第28回選抜高等学校野球大会（春のセンバツ甲子園）に初出場し、ベスト4に進出。
  - 9月8日 - 普通教室を落成。
- 1958年（昭和33年）
  - 7月31日 - 普通校舎第3棟と芸術家庭科棟を落成。
  - 10月4日 - 創立65周年を記念し、新校歌を制定。
- 1959年（昭和34年）8月31日 - 本館管理棟を落成。
- 1960年（昭和35年）
  - 5月20日 - 生徒運動部部室を落成。
  - 10月20日 - テニスコート4面・バレーボールコート4面を設置。
  - 生徒会誌「礎」を創刊。
- 1961年（昭和36年）3月31日 - 野球場を設置。
- 1962年（昭和37年）6月29日 - 男子体育館を落成。
- 1964年（昭和39年）4月15日 - プールを落成。
- 1965年（昭和40年）6月1日 - 財団法人青森県立八戸高等学校後援会が発足。
- 1966年（昭和41年）7月26日 - 弓道場を増築。
- 1968年（昭和43年）
  - 5月16日 - 十勝沖地震により被災。
  - 11月9日 - 被災した女子体育館を補修。
- 1970年（昭和45年）11月10日 - 正門を設置。
- 1974年（昭和49年）1月14日 - 八高会館（同窓会館）を落成。
- 1975年（昭和50年）
  - 9月10日 - 野球場を整備。
  - 11月30日 - 弓道場を落成。
- 1976年（昭和51年） - 後援会が「八高の森」を購入。
- 1977年（昭和52年）10月 - 第32回国民体育大会にて弓道・軟式野球・バスケットボールの会場となる。
- 1983年（昭和58年）- 創立90周年を記念し、校旗を新調。
- 1986年（昭和61年）
  - 1月27日 - トレーニングセンターを落成。
  - 5月24日 - 野球場、陸上競技場、ラグビ－場に撤水設備を設置。
- 1990年（平成2年）8月21日 - 1学年校舎、芸術・家庭科校舎を解体し、新校舎を建設開始。
- 1991年（平成3年）6月12日 - 一般教室棟を落成。
- 1992年（平成4年）
  - 1月17日 - 後援会から室内練習場を寄贈。
  - 3月26日 - 管理棟と特別教室棟を落成。
- 1993年（平成5年）
  - 5月21日 - 武道館を落成。
  - 5月27日 - 第一体育館を落成。
- 1994年（平成6年）1月20日 - 部室（蒼穹館）が寄附される。
- 1995年（平成7年）3月31日 - ラグビー場を整備。
- 1996年（平成8年）
  - 1月22日 - サッカー場を整備。
  - 4月1日 - 男女枠を撤廃し、男女くくり募集を開始。
- 1997年（平成9年）
  - 3月28日 - 野球場を整備。
  - 12月19日 - 庭球場を整備。
- 1998年（平成10年）12月11日 - 八高の森「山小屋」を落成。
- 2000年（平成12年）7月7日 - 山小屋を「思惟山荘」と命名。
- 2007年（平成19年）
  - 3月19日 - 八高会館を解体。
  - 10月19日 - 新八高会館を落成。
- 2010年（平成22年） - 第二体育館を改築。完成後に北東北3県合同開催のみちのくインターハイにてバレーボールの公式会場として使用。
- 2013年（平成25年）4月1日 - 6クラス編成に変更。

## 学校行事
主な行事を掲載。
- 4月 - 入学式、新入生歓迎式
- 5月 - 高総体壮行式
- 6月 - マラソン大会（全校生徒対象。男子6000m/女子4800m）
- 7月 - 八高祭（球技大会、文化祭、運動会、ファイヤーストームの順に開催）
- 9月 - 1年野外巡検、3年遠足、創立記念日
- 11月 - 2年修学旅行
- 1月 - 1年スケート教室
- 2月 - 2年スキー教室
- 3月 - 卒業式

## 部活動

### 運動部
- 陸上競技部
- 硬式野球部 - 春夏とも青森県勢初の甲子園出場を果たし、県内で3番目に多い甲子園出場回数を誇る。岩手県立福岡高等学校および岩手県立盛岡第一高等学校との定期戦が毎年行われる。

全国高等学校野球選手権大会（夏の甲子園大会）-（旧制中学校時代）第12回・第14回・第16回・（新制高校）第47回・第67回・第76回
選抜高等学校野球大会（春のセンバツ甲子園）- 第28回
- 軟式野球部
- ラグビー部
- サッカー部
- バスケットボール部
- バレーボール部
- バドミントン部 - 1973年、男子ダブルスでインターハイ出場。
- 卓球部
- 水泳部 - 実績のある部であるものの、学校のプールが老朽化の影響で使用不能になっており、合同練習の際には市営の温水プールを利用。
- 剣道部
- 柔道部
- ソフトテニス部
- 硬式テニス部 ‐ 男子団体で全国選抜出場、女子団体でインターハイ出場の実績。個人戦で東北大会、全国大会への出場多数。
- スケート部
- 弓道部
- 山岳部
- アイスホッケー部 - インターハイ常連チームである。
- ソフトボール部
- 空手部
- ダンス部

### 文化部
- 自然科学部
- 生活科学愛好会
- 文芸部 - 2019年、全国高校生短歌大会にて優勝。
- 囲碁・将棋部
- 吹奏楽部 - 2009年、A編成で20年ぶりとなる全日本吹奏楽コンクール東北大会への出場を果たし、銀賞を受賞。2011年、2014年、2018年にも出場。
- 美術部
- 演劇部
- 茶道部
- 華道部
- 書道部
- 放送部
- ギター（バンド）部
- JRC・インターアクト部

### 廃止した部活動
運動部
- レスリング部
- 新体操部

文化部
- 写真部

## 特記事項
北上夜曲
岩手県を代表する名曲「北上夜曲」は、同校の生徒だった安藤睦夫（岩手県洋野町出身）が1941年に作曲。自然発生的に流行したものの、1961年に同氏が名乗り出るまで作者不詳だった。
八高の森
1976年、生徒の健康管理に役立つようにと、生徒のキャンプ用地の取得を考慮、八戸市南郷字大森に108,200m2（11町歩）を購入。八高の森と呼ばれている。しかし、通常使用されることは少ない。
八高会館の建て替え

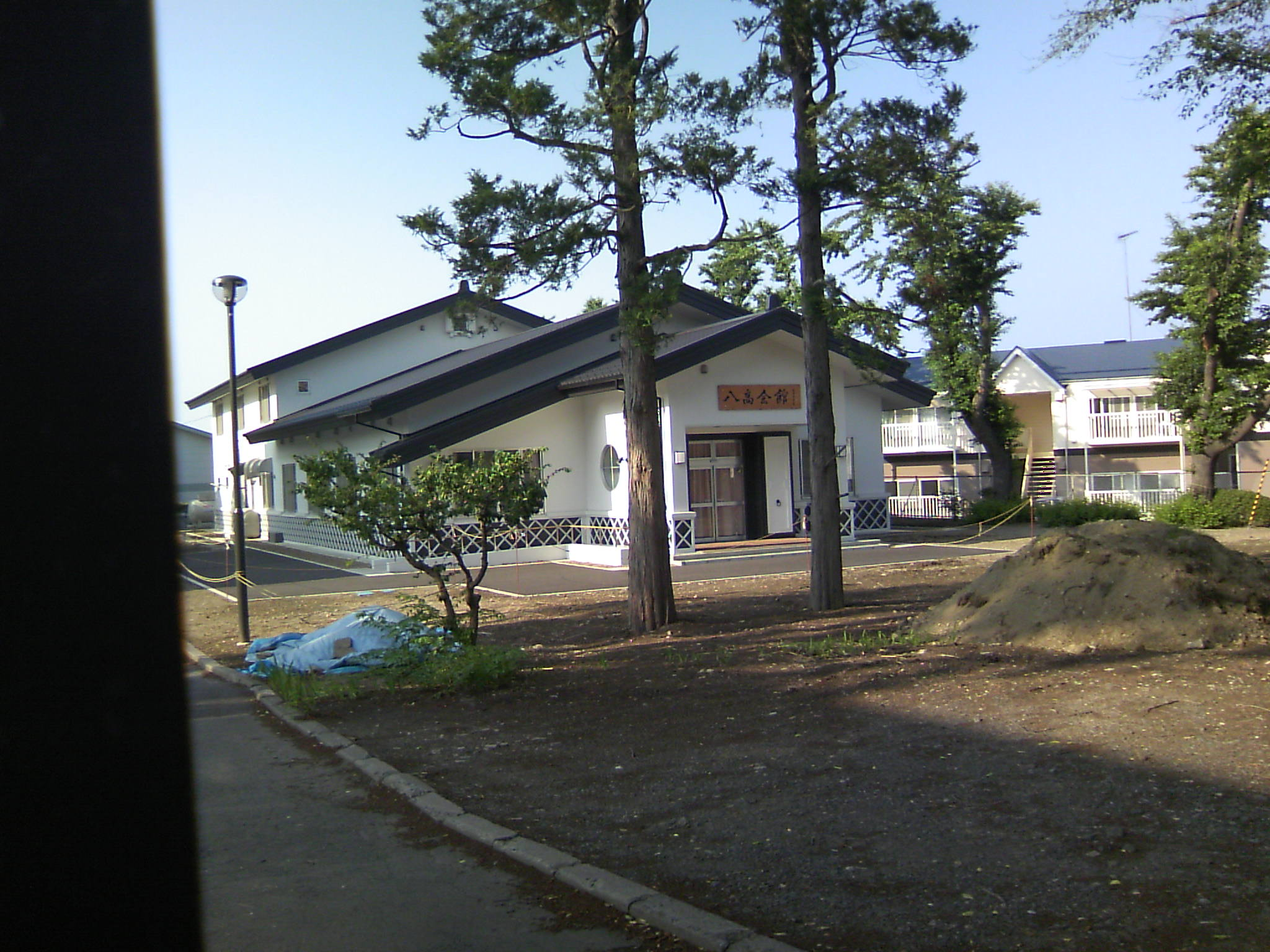
建て替えられた八高会館

敷地内の八高会館（財団法人八高後援会所有）は、建材にアスベストの含有が認められた為に取り壊された3階建てのビル型会館を建て替えたもの。純和風な会館に生まれ変わった。本来は120周年記念事業で建て替える予定だったが、これを前倒しして実行したもの。
2007年3月に起工式を行い、11月に建設工事を完了させた。施設概要は256.365坪、大ホール兼食堂、生徒宿泊室、研修室、マネージャー室、浴室・シャワー室などを備える。
なお、協賛会総会では、指定寄付金によらない寄付金だけでは建設資金が集まらないということになり再検討の結果、生徒一人につき年1万円ずつ協力してもらい、さらに寄付金を募ることで建設費を捻出するという提案で、2005年11月の協賛会臨時総会で同意を得て建設する運びとなった。

## アクセス

### 鉄道
- JR東日本 - 本八戸駅から徒歩で約25分

### バス
- 南部バス「八高前」バス停から徒歩で1分
- 八戸市営バス「大杉平バスセンター」バス停から徒歩で3分

## 周辺
- 八戸市立長者小学校
- 大杉平バスセンター
- 八戸市立長者中学校

## 著名な出身者
旧制中学校出身者と新制高等学校出身者の双方について記載。
- 大島理森（元衆議院議員[7]、元衆議院議長）
- 神田潤一（元日銀職員、衆議院議員）
- 滝沢求（参議院議員[7]）
- 田名部匡省（元参議院議員[7]、冬季オリンピックアイスホッケー代表兼監督）
- 工藤堅太郎（元参議院議員[7]）
- 北山陽一（ゴスペラーズ）
- 坂本サトル（シンガーソングライター）
- 櫻田淳（政治学者）
- 中村隆司（日清製粉社長、オリエンタル酵母工業社長[7]）
- 田中愛智朗 （内閣府政府広報室長、元内閣府大臣官房政策立案総括審議官）
- 小井川潤次郎（民俗学者、郷土史家、日本民俗学会名誉会員）
- 三浦哲郎（芥川賞作家[7]）
- 星加ルミ子（音楽評論家）
- 梅内美華子（歌人）
- 松尾和彦（三戸町長）
- 山内亮（元八戸市長[7]）
- 秋山皐二郎（元八戸市長[7]）
- 中村寿文（元八戸市長）
- 小林眞（前八戸市長）
- 三村申吾（前青森県知事）
- 北村正任（元毎日新聞社社長、北村正哉元青森県知事の長男[7]）
- 北村小松（作家、当校歌の作詞家[7]）
- 松下正寿（元立教大学総長、数学者岡潔を招聘した元市民大学講座学長[7]）
- 加藤博章（京都大学教授）
- 北山兼弘（京都大学名誉教授）
- 福田弥夫（日本大学教授）
- 山脇直司（東京大学名誉教授）
- 柏崎順子（一橋大学教授）
- 田高寛貴（慶應義塾大学教授）
- 武尾実（東京大学名誉教授）
- 内田俊宏（三菱UFJリサーチ&コンサルティングエコノミスト）
- 中島淳一（元プロ野球選手[7]）
- 蔦林淳望（映画監督[7]）
- 福村裕史（東北大学名誉教授、仙台高等専門学校校長）
- 木村洋二（関西大学教授）
- 神洋明（弁護士、日本弁護士連合会副会長、第一東京弁護士会会長、法務省法制審議会刑事法部会幹事）
- 梅内恒夫（赤軍派[7]）
- 工藤淳之介（新潟放送・元岩手めんこいテレビアナウンサー）
- 長谷部剛（日本経済新聞社社長）
- 畑山篤（日本テレビ報道部職員）
- 蛇口浩敬（元八戸学院大学学長）
- 上野由加里（フリー・元青森放送アナウンサー）
- 種市桃子（声優）
- 小泉公二（元NHK出版社長、元NHK理事待遇、元エグゼクティヴ・プロデューサー）
- 大谷能生（音楽評論家）
- 能瀬さやか - 産婦人科医、国立スポーツ科学センター所属
- 鈴木麻里（タレント、女優[8]）
- 三浦隆一（空想委員会）
- 本村直樹（ラグビー選手）
- 呉勝浩（作家）
- 九月（お笑い芸人）
- 住澤整[9]（財務官僚、第54代国税庁長官[10]）
- 三代目桂小文治（落語家）
- 吉田芳明（アドバンテスト社長）